# Keiko Terada
Pour les articles homonymes, voir Terada.
Keiko Terada (寺田恵子, Terada Keiko, née le 27 juillet 1963) est une chanteuse japonaise de hard rock / heavy metal, en solo dans les années 1990, et membre des groupes de metal Show-Ya et Nishidera Minoru dans les années 1980 et 2000.

## Biographie
Elle débute en 1982 en tant que chanteuse du groupe de metal féminin Show-Ya. Rencontrant le succès avec lui, elle enregistre un single en duo avec Marcy de Earthshaker sous le nom HIPS en 1988, dont les deux titres servent de génériques à la série anime Borgman. Elle quitte Show-Ya en 1991, remplacée au sein du groupe par Steffanie Borges, et sort six albums en solo durant les 10 années suivantes.
En 1996, elle chante Thank You, Love, le générique de fin de la série anime You're Under Arrest!. En 2002, elle chante avec le groupe temporaire Rider Chips Hateshinai Honoo no Naka e un insert song pour la série Kamen Rider Ryuki. En 2004, elle chante celui de la série anime Area 88.
En 2005, elle reforme Show-Ya, qui s'était séparé en 1998.
En 2008, elle forme en parallèle le groupe spécial Nishidera Minoru (西寺実), collaboration de trois chanteurs de metal reconnus, avec Minoru Niihara de Loudness et à nouveau Marcy (Masafumi Nishida) de Earthshaker.

## Discographie

### Singles
Collaborations

## Liens
- (ja) Site officiel
- (ja) Blog officiel
- (ja) Myspace officiel
- (ja) Site officiel de Show-Ya
- (ja) Site officiel de Nishidera Minoru